# Phanaeta
Phanaeta is een geslacht van kevers uit de familie bladkevers (Chrysomelidae).
De wetenschappelijke naam van het geslacht werd in 1878 gepubliceerd door Lefevre.

## Soorten
- Phanaeta saltatrix Bechyne, 1997